# 와타나베 다에코
와타나베 다에코(渡辺多恵子, 1960년 8월 29일 ~)는 일본의 만화가이다. 도쿄도 출신으로, 1979년 별책 소녀 코믹(쇼가쿠칸)에 실린 단편 〈和佳ちゃんの熱愛時代〉으로 데뷔했다. 1987년 제16회 일본 만화가협회상 우수상을 수상했다. 1990년에는 《누나는 짱!》(원제:はじめちゃんが一番!)으로, 2002년에는 《바람의 빛》으로 쇼가쿠칸 만화상 소녀부문을 수상했다. 연극을 좋아하는 것으로 유명하다.

## 주요 작품
- 누나는 짱!(1988~1995)
- 바람의 빛(1997~)